# Des sauvages
Savages
Des sauvages est une chanson en deux parties, composée par Alan Menken, sur des paroles de Stephen Schwartz, pour le long métrage d'animation Pocahontas : Une légende indienne produit en 1995 par Walt Disney Pictures. Le titre original en anglais de la chanson est Savages.

## Description
Ses paroles sont une critique explicite des ravages de la colonisation européenne des Amériques et de l'ethnocentrisme, en particulier européen.
Extraits de propos tenus par les colons Anglais dans la chanson :

« Il n'y a rien à faire, avec ces païens d'Indiens !
C'est une race de vipères, de bons à rien !
Il faut tuer ces bêtes, d'une balle dans la tête,
La vermine, moi, je l'extermine ! »
« Des sauvages, des sauvages ...
Chassons ces païens !
Puisqu'ils ne sont pas blancs,
Ils sont forcément méchants ! »
« Détruisons cette race, qu'il n'en reste aucune trace ! »

Les mots et expressions utilisés dans la version française sont plus violents que la chanson originale en anglais, elle-même plus crue que les versions québécoise et espagnole.